# Tadeusz Skulina
Tadeusz Skulina (ur. 25 listopada 1929 w Katowicach, zm. 23 listopada 1992 w Poznaniu) – polski językoznawca slawista, dialektolog, onomasta.

## Życiorys
Tadeusz Skulina urodził się w 1929 roku i pochodził z rodziny urzędniczej.
Lata wojny od początku 1941 roku spędził w Śremie i pracował przymusowo w niemieckim gospodarstwie rolnym w Łęgu pod Śremem. Po wojnie w latach 1945–1950 kontynuował naukę w gimnazjum im. Józefa Wybickiego w Śremie. Tam zdał maturę w 1950 roku, a potem zaczął studia polonistyczne na Uniwersytecie Poznańskim. Jeszcze jako student, bo w 1954 roku, rozpoczął pracę na tymże uniwersytecie. W dziedzinie językoznawstwa jego mistrzami byli profesorowie Władysław Kuraszkiewicz oraz Stanisław Urbańczyk. Przez czas studiów był mocno związany zwłaszcza z profesorem Kuraszkiewiczem. Uczestniczył w jego seminarium magisterskim, a pracę magisterską obronił w 1955 roku. Władysław Kuraszkiewicz był promotorem jego pracy doktorskiej – którą Skulina obronił w 1961 – oraz jednym z recenzentów jego rozprawy habilitacyjnej – obronionej w 1973. W 1974 otrzymał etat docenta i zaczął pełnić funkcję kierownika Studium Zaocznego w Instytucie Filologii Polskiej UAM. Zajmował to stanowisko do 1975 roku, kiedy to został zastępcą dyrektora Instytutu Filologii Polskiej UAM – pełnił tę funkcję przez dwie kadencje – 1975-1978 oraz 1978-1981. W 1991 został powołany przez rektora UAM na stanowisko profesora nadzwyczajnego w Zakładzie Języka Polskiego Instytutu Filologii Polskiej UAM.
Zmarł z powodu choroby 23 listopada 1992 roku. Pochowany został na cmentarzu parafii pw. św. Stanisława przy ulicy Wojciechowskiego w Poznaniu.

## Kariera naukowa
Tadeusz Skulina zajmował się różnymi sferami języka: współczesną polszczyzną, dialektologią i fonetyką historyczną, slawistyką, onomastyką ruską i rutenistyką; w zakresie antroponimii polskiej: przezwiskami, pseudonimami i kryptonimami, polskim nazewnictwem kobiecym, badaniem nad ustalaniem się nazwisk w dobie średniopolskiej.
Twórczość naukową rozpoczął od prac: Na marginesie tłumaczenia angielskiego slangu (1958) oraz Rzeczowniki augmentatywne wstecznie derywowane (1959), które wydrukowano w czasopiśmie „Język Polski”. Opublikował też wyniki swojej pracy magisterskiej w rozprawie O aspekcie czasowników w słowniku Jana Mączyńskiego, która ukazała się w 1959 roku w „Zeszytach Naukowych UAM”. Jego praca doktorska nosiła tytuł: Rozwój grup spółgłosek zwarto-szczelinowych w języku polskim. Po doktoracie jego zainteresowania rozrosły się na obszar slawistyczny. W 1963 roku w książce Z polskich studiów slawistycznych wydrukowano jego artykuł Słowiańskie liczebniki 11-19. Jako temat rozprawy habilitacyjnej wybrał staroruską antroponimię. Wobec tego odbył staż w Moskwie i Petersburgu. Dzięki temu powstała monografia Staroruskie imiennictwo osobowe wydana w Pracach Onomastycznych Komitetu Językoznawstwa PAN w dwóch częściach w latach 1973 i 1974 – na jej podstawie się habilitował. W zakresie onomastyki ruskiej i rutenistyki napisał: O przezwiskach w języku staropolskim i staroruskim (1972), Ekspresywna funkcja formantu „-ec” w staroruskiej antroponimii (1979). Wydał w opracowaniu edytorskim i językowym trzy tomy z rękopisów Kolbergowskich Dzieł wszystkich Oskara Kolberga (49–51; lata 1972–1974). Po rozprawie habilitacyjnej jego zainteresowanie skupiło się na antroponimii polskiej. Wówczas powstały takie artykuły jak: Onomastyczny status kryptonimów (1983), Najczęstsze chrzestne imiona kobiet w XIV i XV wieku (1986), O pewnym marginalnym sposobie tworzenia nazwisk (1980).
Wykształcił 160 magistrów. Z dwóch doktorantek, którymi się opiekował, wypromował tylko jedną, promocji drugiej nie dożył.